# Jabberwacky
Jabberwacky는 영국의 프로그래머 롤로 카펜터가 만든 채터봇이다. 이 봇의 목적은 "흥미롭고 재밌고 유머스러운 방식으로 자연스러운 인간 대화를 시뮬레이트하는 것"이다. 인간 상호작용을 통해 인공지능을 만드는 초기 시도이다.

## 목적
이 프로젝트의 언급된 목적은 튜링 테스트를 통과할 수 있는 인공 지능을 만드는 것이다. 인간의 소통을 흉내내고 사용자와 대화를 수행하도록 설계되었다. 다른 기능을 수행하도록 설계되지는 않았다.

## 같이 보기
- A.L.I.C.E.
- 뢰브너 상